# Satyrium californica
Espèce
Satyrium californica est une espèce d'insectes lépidoptères de la famille des Lycaenidae et de la sous-famille des Theclinae.